# Pandia (astronomia)
Pandia è un satellite naturale irregolare del pianeta Giove. È stato scoperto da una squadra di astronomi nel 2018 sulla base di osservazioni compiute tra il 23 marzo 2017 e il 16 maggio 2018. Inizialmente designato alla scoperta come S/2017 J 4, nel settembre 2018 ha ricevuto l'ordinale Giove LXV, per poi ricevere la denominazione definitiva nell'agosto 2019 .
Il satellite è dedicato all'omonima figura della mitologia greca, personificazione del plenilunio.